# Tratado de Aquisgrán (1668)

Ganancias territoriales francesas gracias al tratado.

El Tratado de Aquisgrán o Paz de Aquisgrán (también conocido como Tratado de Aix-la-Chapelle) fue firmado el 2 de mayo de 1668 entre España y Francia —representadas por el barón de Bergeick y Jean-Baptiste Colbert, respectivamente — y con él se puso fin a la guerra de Devolución habida entre ambos países.
España recuperó las ciudades de Cambrai (Kamerijk), Aire (Ariën aan de Leie) y Saint-Omer (Sint-Omaars), que habían sido conquistadas por las fuerzas francesas. Luis XIV también tuvo que devolver la provincia de Franco Condado. El rey francés, sin embargo, pudo retener las localidades de Ath, Armentieres (Armentiers), Bergues (Sint-Winoksbergen), Charleroi, Cortrique, Douai, Menen, Orchies, Furnes (Veurne), Lille (Rijsel), Oudenarde (Oudenaarde) y Tournai (Doornik).
El tratado fue mediado y garantizado por la Triple alianza de La Haya, formada por Inglaterra, las Provincias Unidas de los Países Bajos y Suecia, en el primer Congreso de Aquisgrán. De esta manera, Francia se vio obligada a detener su expansión por los Países Bajos Españoles, aunque por poco tiempo, ya que cuatro años después estallaría la guerra franco-neerlandesa.